# Aszódi kistérség
Az Aszódi kistérség kistérség volt Pest megyében, központja Aszód volt.

## Települései
| Aszód | Bag    | Domony | Galgahévíz | Hévízgyörk |
| Iklad | Kartal | Tura   | Verseg     |            |

## Lakónépesség alakulása
| Település  | Lélekszám (2009) |
| ---------- | ---------------- |
| Tura       | 7 945            |
| Aszód      | 6 324            |
| Kartal     | 5 923            |
| Bag        | 3 987            |
| Hévízgyörk | 3 130            |
| Galgahévíz | 2 527            |
| Domony     | 2 139            |
| Iklad      | 2 125            |
| Verseg     | 1 351            |
| Összesen   | 35 451           |